# Sir Lady Java
Sir Lady Java, también conocida simplemente como Lady Java (20 de agosto de 1942 - 16 de noviembre de 2024) fue una activista por los derechos de las personas transgénero, bailarina exótica, cantante, comediante y actriz estadounidense. Activa en el teatro, la televisión, la radio y el cine desde mediados de los años 1960 hasta los años 1970, fue una personalidad popular e influyente en la comunidad LGBT afroamericana del área de Los Ángeles.

## Biografía

### Primeros años de vida
Nació en Nueva Orleans, Luisiana en 1942. Java hizo la transición a una edad temprana con el apoyo de su madre y comenzó a cantar y bailar en clubes nocturnos locales. 

### Carrera y batalla legal
Sir Lady se mudó a Los Ángeles, California, donde a mediados de los años 60 conoció y se hizo amiga de Little Richard; permanecieron cercanos durante décadas.  En 1965, se había convertido en un pilar del circuito de clubes nocturnos, donde se la asociaba con figuras como Redd Foxx, Sammy Davis Jr., Richard Pryor, Flip Wilson, Rudy Ray Moore, LaWanda Page y Don Rickles . Lady Java citó a Lena Horne, Mae West y Josephine Baker como inspiraciones para sus actuaciones, que incluyeron baile, imitaciones, canto y comedia. Apareció con frecuencia en revistas como Jet, HEP, LA Advocate y Variety.
A principios del otoño de 1967, después de un exitoso compromiso de dos semanas en el club de Redd Foxx que Java buscaba extender, el Departamento de Policía de Los Ángeles comenzó a suspender las presentaciones del ahora famoso Java, citando la Regla Número 9, una ordenanza local, prohibiendo la "suplantación mediante disfraz o vestimenta de una persona del sexo opuesto" y amenazando con multar a los clubes que la acogieran.  En respuesta, Java formó un piquete  en el club de Redd Foxx el 21 de octubre y contrató a la Unión Estadounidense de Libertades Civiles en un intento por revocar la regla.  Los tribunales finalmente rechazaron el caso de Java ante la ACLU, estipulando que sólo los propietarios de clubes podían demandar. La regla número 9 finalmente fue derogada después de una disputa separada en 1969. 
En 1978, Java actuó con Lena Horne en la fiesta de cumpleaños de la columnista y propietaria de un club nocturno Gertrude Gipson.

### Años después
Desde la década de 1980, Java mantuvo un perfil público más bajo. Después de retirarse de la actuación y recuperarse de un derrame cerebral, regreso de manera limitada a la vida pública, apareciendo localmente en el sur de California y dando entrevistas. En junio de 2016, fue invitada de honor en el 18º festival anual Trans Pride LA junto a CeCe McDonald. Java también participó en el Desfile del Orgullo LGBT de Los Ángeles de 2022 como Gran Mariscal de la Comunidad. Java ha sido reconocido como pionera. 

### Muerte
Falleció el 16 de noviembre de 2024 a los 82 años de edad, en Los Ángeles, California.

## Filmografía
| Año  | Película          | Role       | Notas                                                                                |
| ---- | ----------------- | ---------- | ------------------------------------------------------------------------------------ |
| 1976 | The Human Tornado | Ella misma | En 1976, Java se interpretó a sí misma en la secuela de Dolemite, The Human Tornado. |

## Premios y honores
- 1971 – Invitada de honor, Capítulo Alpha (Los Ángeles) de Full Personality Expression [16]
- 2016 - Invitada de honor, 18a edición anual de Trans Pride LA[10][17]